# Potop (film 1915)
Potop (Потоп) è un film muto del 1915 diretto da Pёtr Čardynin.